# Acentrella hyaloptera
Acentrella hyaloptera is een haft uit de familie Baetidae. De wetenschappelijke naam van de soort is voor het eerst geldig gepubliceerd in 1951 door Bogoescu.
De soort komt voor in het Palearctisch gebied.